# Baza lotnicza

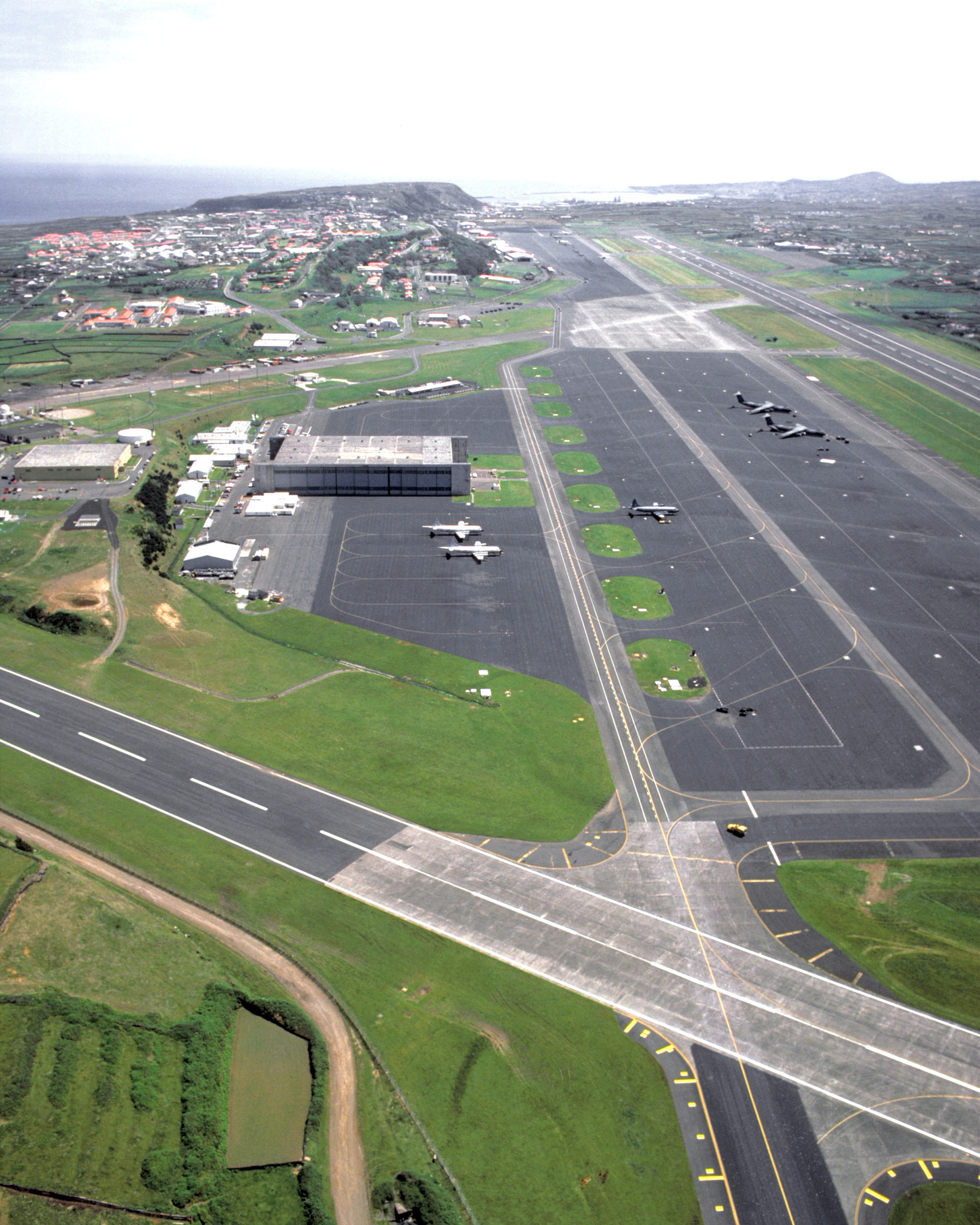
Amerykańska baza lotnicza na Azorach – Lajes Air Base

Baza lotnicza – specjalnie przygotowany i wyposażony rejon przeznaczony do wszechstronnego zabezpieczenia procesu szkolenia i działalności bojowej związku lotniczego lub oddziału lotniczego. Baza lotnicza wyposażona jest w pasy startowe, hangary, warsztaty, magazyny, środki dowodzenia, transport lądowy, pomieszczenia dla personelu (min. domek pilota, wieżę kontroli lotów) oraz środki ochrony i obrony.

Oprócz jednostek lotniczych w bazie lotniczej rozmieszcza się pododdziały obrony przeciwlotniczej, łączności i jednostki remontowe.

## Bazy lotnicze w Polsce

### Nieistniejące
- 1 Baza Lotnicza w Warszawie (2002–2011) – przeformowana w 1 Bazę Lotnictwa Transportowego
- 2 Baza Lotnicza w Bydgoszczy (1992–2010)
- 3 Baza Lotnicza we Wrocławiu (1999–2010)
- 4 Baza Lotnicza w Warszawie (rozformowana)
- 6 Baza Lotnicza w Dęblinie (1994–2010) – przeformowana w 41 Bazę Lotnictwa Szkolnego
- 8 Baza Lotnicza w Krakowie (2001–2010) – przeformowana w 8 Bazę Lotnictwa Transportowego
- 11 Baza Lotnicza w Świdwinie (1999–2002) – przemianowana w 21 Bazę Lotniczą
- 12 Baza Lotnicza w Mirosławcu (2009–2010) – przeformowana w 12 Komendę Lotniska
- 21 Baza Lotnicza w Świdwinie (1999–2010) – przeformowana w 21 Bazę Lotnictwa Taktycznego
- 22 Baza Lotnicza w Malborku (2001–2010) – przeformowana w 22 Bazę Lotnictwa Taktycznego
- 23 Baza Lotnicza w Mińsku Mazowieckim (2001–2010) – przeformowana w 23 Baza Lotnictwa Taktycznego
- 24 Baza Lotnicza w Zegrzu Pomorskim (2001–2002)
- 31 Baza Lotnicza w Poznaniu-Krzesinach (2001–2008) – przeformowana w 31 Bazę Lotnictwa Taktycznego
- 32 Baza Lotnicza w Łasku (2001–2009) – przeformowana w 32 Bazę Lotnictwa Taktycznego
- 33 Baza Lotnicza w Powidzu (2002–2010) – przeformowana w 33 Bazę Lotnictwa Transportowego
- 43 Baza Lotnicza Marynarki Wojennej w Gdyni [Marynarka Wojenna] (2003–2010) – przeformowana w 43 Bazę Lotnictwa Morskiego
- 44 Baza Lotnicza Marynarki Wojennej w Siemirowicach [Marynarka Wojenna] (2003–2010) – przeformowana w 44 Bazę Lotnictwa Morskiego

### Istniejące[2]
- 1 Baza Lotnictwa Transportowego w Warszawie (2012)
- 8 Baza Lotnictwa Transportowego w Krakowie (2010)
- 12 Baza Bezzałogowych Statków Powietrznych w Mirosławcu (2016)
- 21 Baza Lotnictwa Taktycznego w Świdwinie (2010)
- 22 Baza Lotnictwa Taktycznego w Malborku (2011)
- 23 Baza Lotnictwa Taktycznego w Mińsku Mazowieckim (2010)
- 31 Baza Lotnictwa Taktycznego w Poznaniu-Krzesinach (2008)
- 32 Baza Lotnictwa Taktycznego w Łasku (2010)
- 33 Baza Lotnictwa Transportowego w Powidzu (2010)
- 41 Baza Lotnictwa Szkolnego w Dęblinie (2010)
- 42 Baza Lotnictwa Szkolnego w Radomiu (2011)
- 43 Baza Lotnictwa Morskiego w Gdyni [Marynarka Wojenna] (2010)
- 44 Baza Lotnictwa Morskiego w Siemirowicach [Marynarka Wojenna] (2011)
- 49 Baza Lotnicza w Pruszczu Gdańskim [Wojska Lądowe] (2012)
- 56 Baza Lotnicza w Inowrocławiu [Wojska Lądowe] (2012)

## Bazy RAF używane przez PSP
Bazy lotnicze RAF używane w latach 1940–1947 przez dywizjony bombowe i myśliwskie Polskich Sił Powietrznych (PSP) w Wielkiej Brytanii.

## Bazy lotnicze w Australii[3]
- RAAF Base Darwin, Terytorium Północne
- RAAF Base Tindal, Katherine, Terytorium Północne
- RAAF Base Townsville, Queensland
- RAAF Base Amberley, Brisbane, Queensland
- RAAF Base Williamtown, Newcastle, Nowa Południowa Walia
- RAAF Base Glenbrook, Blue Mountains, Nowa Południowa Walia
- RAAF Base Richmond, Sydney, Nowa Południowa Walia
- RAAF Base Wagga, Wagga Wagga, Nowa Południowa Walia
- RAAF Base East Sale, Gippsland, Wiktoria
- RAAF Base Williams, Point Cook oraz Laverton, Melbourne, Wiktoria
- RAAF Base Edinburgh, Adelaide, Australia Południowa
- RAAF Base Pearce, Perth, Australia Zachodnia